# Trnovec (gmina Videm)
Trnovec – wieś w Słowenii, w gminie Videm. W 2018 roku liczyła 87 mieszkańców.